# 德尔未来
德尔未来科技控股集团股份有限公司（英語：Der Future Science And Technology Holding Group Co.,Ltd.；深交所：002631，简称：德尔未来），是中国深圳证券交易所的一家上市公司，主要从事木地板、定制家具及密度板等大家居产品的研发、生产和销售。

## 历史
公司前身为德尔国际地板有限公司，成立于2004年12月。2010年11月1日整体变更设立为股份有限公司，更名为德尔国际家居股份有限公司。2011年11月11日在深圳证券交易所挂牌上市。2015年8月17日，公司名称由德尔国际家居股份有限公司变更为德尔未来科技控股集团股份有限公司。公司旗下“DER”品牌是中国地板行业首批“中国驰名商标”，此外还拥有“百得胜”、“柏尔”、“雅露斯”等多个品牌。
2021年，公司实现营业收入20.34亿元，同比增加29.67%；实现净利润7613.82万元，同比增加382.25%。